# IC 5045
IC 5045 ist eine Spiralgalaxie vom Hubble-Typ Sb im Sternbild Pfau am Südsternhimmel. Im selben Himmelsareal befinden sich u. a. die Galaxien IC 5044, IC 5048, IC 5051.
Das Objekt wurde am 26. September 1900 vom US-amerikanischen Astronomen DeLisle Stewart entdeckt.